# 584 TCN
584 TCN là một năm trong lịch La Mã.